# Минесота
Минесота (на английски: Minnesota) е 32-рият щат в САЩ, чиято абревиатура е MN, а пощенският код е 55379. Столицата е град Сейнт Пол (Saint Paul), а най-големият град в щата е Минеаполис. Понеже се намират много близо един до друг, те образуват метрополис, известен като Twin Cities („градове-близнаци“).

## Население
Население на щата: 4 919 479 души.

## География
Щатът граничи на север с Канада (Манитоба и Онтарио); на изток – с Уисконсин; на юг – с Айова и на запад – със Северна Дакота и Южна Дакота. Освен това Минесота граничи по вода с Мичиган. Минесота заема 2,25% от площта на САЩ – 12-и по големина щат. Площ: 225 365 km2.
Прякорът на щата е „Страната на десетте хиляди езера“ (Land of 10 000 Lakes), което отразява действителен факт – на територията на щата са изброени 11 842 езера. Освен него, щатът носи и прякорите: „Щатът на северната звезда“ (North Star State), „Щатът на мармотите“ (Gopher State), „Щатът на хляба с масло“ (Bread and Butter State).

## Градове
- Голдън Вали
- Клокет
- Медисин Лейк
- Минеаполис
- Минитонка
- Сейнт Пол
- Брейнърд
- Сейнт Клауд
- Дълют

## Окръзи
Минесота се състои от 87 окръга:
1. Анока
2. Бекър
3. Белтрами
4. Бентън
5. Биг Стоун
6. Блу Ърт
7. Браун
8. Уошингтън
9. Грант
10. Гудхюей
11. Дакота
12. Джаксън
13. Додж
14. Дъглас
15. Ейткин
16. Исанти
17. Итаска
18. Йелоу Медисин
19. Канабек
20. Кандийохи
21. Карвър
22. Карлтън
23. Кас
24. Китсън
25. Клей
26. Клиъруотър
27. Котънуд
28. Кроу Уинг
29. Кук
30. Кучичинг
31. Ла Сур
32. Лак ки Паръл
33. Лейк
34. Лейк ъф дъ Удс
35. Линкълн
36. Лион
37. Маклауд
38. Мартин
39. Маршал
40. Мийкър
41. Мил Лакс
42. Морисън
43. Моуър
44. Мъномин
45. Мъри
46. Николет
47. Нобълс
48. Нормън
49. Олмстед
50. Отър Тейл
51. Пайн
52. Пайпстоун
53. Пенингтън
54. Полк
55. Поуп
56. Райс
57. Райт
58. Рамзи
59. Редуд
60. Ред Лейк
61. Ренвил
62. Розо
63. Рок
64. Сейнт Луис
65. Сибли
66. Скот
67. Стивънс
68. Стийл
69. Стърнс
70. Суифт
71. Тод
72. Травърс
73. Уабъшоу
74. Уадина
75. Уасика
76. Уатонуан
77. Уилкин
78. Уинона
79. Ферибоу
80. Филмор
81. Фрийборн
82. Хенепин
83. Хъбърд
84. Хюстън
85. Чипъуа
86. Чисаго
87. Шърбърн